# Kelly Thordsen
Kelly Thordsen (Deadwood, 19 gennaio 1917 – Sun Valley, 23 gennaio 1978) è stato un attore statunitense.
Ha recitato in una trentina di film dal 1956 al 1974 ed è apparso in oltre 80 produzioni televisive dal 1957 al 1977.

## Biografia
Kelly Thordsen nacque a Deadwood, in Dakota del Sud, il 19 gennaio 1917.
Il suo ricco curriculum televisivo si compone di diverse interpretazioni di personaggi secondari di serie televisive, tra cui Colorado Charlie in 5 episodi della serie Yancy Derringer nel 1959, lo sceriffo Ward Vincent in tre episodi della serie Perry Mason dal 1961 al 1963 e numerosi altri personaggi minori in molti episodi di serie televisive dagli anni 50 agli anni 70.
La sua carriera cinematografica vanta diverse presenze con varie interpretazioni tra cui quelle di Harold 'Hal' Loder in La piovra nera  del 1958, di Ab in Pistole roventi del 1966 e dello sceriffo L.D. Wicker in Perché un assassinio del 1974.
L'ultimo suo ruolo per gli schermi televisivi fu quello di  Harrison Cole per la serie Switch interpretato nell'episodio The Hemline Heist trasmesso il 27 febbraio 1977. Al cinema recitò invece per l'ultima volta nel 1974 nel film Perché un assassinio.
Morì a Sun Valley, in California, il 23 gennaio 1978 e fu seppellito al Forest Lawn Memorial Park di Hollywood Hills.

## Filmografia

### Cinema
- The Desperados Are in Town, regia di Kurt Neumann (1956)
- La vera storia di Jess il bandito (The True Story of Jesse James), regia di Nicholas Ray (1957)
- Invasori dall'altro mondo (Invasion of the Saucer Men), regia di Edward L. Cahn (1957)
- La piovra nera (The Fearmakers), regia di Jacques Tourneur (1958)
- Testamento di sangue (Money, Women and Guns), regia di Richard Bartlett (1958)
- La città nella paura (City of Fear), regia di Irving Lerner (1959)
- Desiderio nella polvere (Desire in the Dust), regia di William F. Claxton (1960)
- Tutti pazzi in coperta (All Hands on Deck), regia di Norman Taurog (1961)
- Angeli con la pistola (Pocketful of Miracles), regia di Frank Capra (1961)
- La dolce ala della giovinezza (Sweet Bird of Youth), regia di Richard Brooks (1962)
- Il buio oltre la siepe (To Kill a Mockingbird), regia di Robert Mulligan (1962)
- Quel certo non so che (The Thrill of It All), regia di Norman Jewison (1963)
- Johnny Cool, messaggero di morte (Johnny Cool), regia di William Asher (1963)
- The Misadventures of Merlin Jones, regia di Robert Stevenson (1964)
- Shenandoah - La valle dell'onore (Shenandoah), regia di Andrew V. McLaglen (1965)
- Quattro bassotti per un danese (The Ugly Dachshund), regia di Norman Tokar (1966)
- Pistole roventi (Gunpoint), regia di Earl Bellamy (1966)
- Un bikini per Didi (Boy, Did I Get a Wrong Number!), regia di George Marshall (1966)
- Texas oltre il fiume (Texas Across the River), regia di Michael Gordon (1966)
- Good Times, regia di William Friedkin (1967)
- Il fantasma del pirata Barbanera (Blackbeard's Ghost), regia di Robert Stevenson (1968)
- Did You Hear the One About the Traveling Saleslady?, regia di Don Weis (1968)
- Boatniks, i marinai della domenica (The Boatniks), regia di Norman Tokar (1970)
- Uomini e cobra (There Was a Crooked Man...), regia di Joseph L. Mankiewicz (1970)
- Spruzza, sparisci e spara (Now You See Him, Now You Don't), regia di Robert Butler (1972)
- Pushing Up Daisies, regia di Ivan Nagy (1973)
- Charley e l'angelo (Charley and the Angel), regia di Vincent McEveety (1973)
- Bad Charleston Charlie, regia di Ivan Nagy (1973)
- Perché un assassinio (The Parallax View), regia di Alan J. Pakula (1974)

### Televisione
- The Silent Service – serie TV, un episodio (1957)
- I racconti del West (Zane Grey Theater) – serie TV, 2 episodi (1957-1958)
- The Californians – serie TV, 2 episodi (1957-1959)
- Le leggendarie imprese di Wyatt Earp (The Life and Legend of Wyatt Earp) – serie TV, 3 episodi (1957-1959)
- Cheyenne – serie TV, 3 episodi (1957-1961)
- Gunsmoke – serie TV, 4 episodi (1957-1967)
- Avventure in elicottero (Whirlybirds) – serie TV, un episodio (1957)
- The Court of Last Resort – serie TV, episodio 1x02 (1957)
- Casey Jones – serie TV, un episodio (1957)
- The Veil – miniserie TV, un episodio (1958)
- Tales of the Texas Rangers – serie TV, un episodio (1958)
- Northwest Passage – serie TV, un episodio (1958)
- Lawman – serie TV, un episodio (1958)
- Sugarfoot – serie TV, 2 episodi (1958)
- Maverick – serie TV, 4 episodi (1959-1961)
- Tales of Wells Fargo – serie TV, 3 episodi (1959-1962)
- Laramie – serie TV, 5 episodi (1959-1963)
- Carovane verso il west (Wagon Train) – serie TV, 2 episodi (1959-1963)
- The Texan – serie TV, episodio 1x25 (1959)
- Frontier Doctor – serie TV, un episodio (1959)
- Yancy Derringer – serie TV, 5 episodi (1959)
- Bronco – serie TV, un episodio (1959)
- Colt.45 – serie TV, un episodio (1959)
- The Deputy – serie TV, un episodio (1959)
- Disneyland – serie TV, 5 episodi (1960-1971)
- Shotgun Slade – serie TV, un episodio (1960)
- Have Gun - Will Travel – serie TV, episodio 3x17 (1960)
- Overland Trail – serie TV, un episodio (1960)
- Alcoa Presents: One Step Beyond – serie TV, un episodio (1960)
- The Alaskans – serie TV, episodio 1x03 (1959)
- Perry Mason – serie TV, 3 episodi (1961-1963)
- The Rifleman – serie TV, 2 episodi (1961)
- Assignment: Underwater – serie TV, un episodio (1961)
- Tallahassee 7000 – serie TV, un episodio (1961)
- Bonanza – serie TV, 6 episodi (1962-1967)
- The Tall Man – serie TV, un episodio (1962)
- Corruptors (Target: The Corruptors) – serie TV, episodio 1x25 (1962)
- Gli intoccabili (The Untouchables) – serie TV, un episodio (1962)
- Empire – serie TV, un episodio (1962)
- Il dottor Kildare (Dr. Kildare) – serie TV, un episodio (1963)
- The Dick Powell Show – serie TV, 3 episodi (1963)
- The Crisis (Kraft Suspense Theatre) – serie TV, un episodio (1963)
- L'ora di Hitchcock (The Alfred Hitchcock Hour) – serie TV, 2 episodi (1964-1965)
- Gli uomini della prateria (Rawhide) – serie TV, 3 episodi (1964-1965)
- Daniel Boone – serie TV, 4 episodi (1964-1968)
- The Lieutenant – serie TV, episodio 1x23 (1964)
- Lassie – serie TV, un episodio (1964)
- Il fuggiasco (The Fugitive) – serie TV, 2 episodi (1965-1967)
- Il virginiano (The Virginian) – serie TV, 4 episodi (1965-1969)
- The Andy Griffith Show – serie TV, un episodio (1965)
- Slattery's People – serie TV, un episodio (1965)
- A Man Called Shenandoah – serie TV, episodio 1x09 (1965)
- La leggenda di Jesse James (The Legend of Jesse James) – serie TV, un episodio (1966)
- I sentieri del west (The Road West) – serie TV, episodio 1x07 (1966)
- La grande vallata (The Big Valley) – serie TV, un episodio (1966)
- F.B.I. (The F.B.I.) – serie TV, 3 episodi (1967-1974)
- I giorni di Bryan (Run for Your Life) - serie TV, episodio 2x25 (1967)
- Kronos (The Time Tunnel) – serie TV, un episodio (1967)
- Gli invasori (The Invaders) – serie TV, un episodio (1967)
- Cimarron Strip – serie TV, episodio 1x02 (1967)
- Ai confini dell'Arizona (The High Chaparral) – serie TV, 2 episodi (1968)
- Adam-12 – serie TV, un episodio (1969)
- Arrivano le spose (Here Come the Brides) – serie TV, un episodio (1969)
- Smoke – film TV (1970)
- Mannix – serie TV, un episodio (1970)
- Cannon – serie TV, 2 episodi (1971-1973)
- Missione impossibile (Mission: Impossible) – serie TV, un episodio (1971)
- Reporter alla ribalta (The Name of the Game) – serie TV, un episodio (1971)
- Sanford and Son – serie TV, 2 episodi (1972-1973)
- Killer by Night – film TV (1972)
- Un vero sceriffo (Nichols) – serie TV, un episodio (1972)
- Hec Ramsey – serie TV, un episodio (1973)
- La casa nella prateria (Little House on the Prairie) – serie TV, episodi 1x09-2x01-2x20 (1974-1976)
- Giovani cowboys (The Cowboys) – serie TV, un episodio (1974)
- Ironside – serie TV, un episodio (1974)
- Kung Fu – serie TV, un episodio (1974)
- The Day the Earth Moved – film TV (1974)
- Il cacciatore (The Manhunter) – serie TV, un episodio (1974)
- Agenzia Rockford (The Rockford Files) – serie TV, un episodio (1974)
- The F.B.I. Story: The FBI Versus Alvin Karpis, Public Enemy Number One – film TV (1974)
- Isis – serie TV, un episodio (1975)
- Poliziotto di quartiere (The Blue Knight) – serie TV, 2 episodi (1976)
- Barnaby Jones – serie TV, un episodio (1976)
- Switch – serie TV, un episodio (1977)